# Chen Yingzhen
Chen Yingzhen (1937-2016) was een Taiwanees schrijver, die ook politiek geëngageerd was.
Chen Yingzhen werd op 8 november 1937 geboren in het noorden van Taiwan en groeide op in wat nu Zhunan in het district Miaoli is. Hij groeide op in politiek onrustige tijden: in 1937 was Taiwan nog een Japanse kolonie, in 1945 nam de Chinese Kuomintang het bestuur van het eiland over en in 1947 vond het 228-incident plaats, gevolgd door jaren van Witte Terreur. Deze gebeurtenissen maakten diepe indruk op de jonge Chen.
Na de middelbare school ging Chen studeren aan de Tamkang-universiteit. Hij werkte na zijn afstuderen twee jaar als leraar Engels en daarna bij een Amerikaans farmaceutisch bedrijf in Taiwan.
Rond 1960 begon Chen verschillende korte verhalen te publiceren in het tijdschrift Bihui 筆滙, onder redactie van Yu Tiancong. Halverwege de jaren '60 publiceerde hij een aantal belangrijke verhalen in het tijdschrift Wenji 文季. Intussen was Chen, overtuigd communist, ook politiek actief, wat door het nationalistisch regime onder Chiang Kai-shek niet op prijs werd gesteld. In 1968 werd Chen gearresteerd en gevangen gezet, om in 1975 vervroegd vrij te komen door een amnestie honderd dagen na Chiangs dood. In 1978 werd Chen opnieuw opgepakt, maar deze keer kwam hij al na een paar dagen weer vrij.
Hoewel Chen Yingzhen een geboren en getogen Taiwanees was, was hij er als overtuigd communist en marxist een voorstander van dat Taiwan deel zou worden van China. Dit maakte hem een controversiële figuur in kringen die voor een onafhankelijk Taiwan waren. Tegelijk bracht dit standpunt hem veel bijval onder Chinese intellectuelen en werd hij erelid gemaakt van de Chinese Academy for Social Sciences (CASS). In 2006 werd hij, ernstig ziek, naar Beijing gebracht, waar hij nog tien jaar werd verzorgd, om er uiteindelijk in 2016 te overlijden.
Slechts een van Chen Yingzhens verhalen is in het Nederlands vertaald. ‘Mijn eerste opdracht’, vertaald door Rint Sybesma, verscheen in 2006 als speciaal nummer van literair tijdschrift Het Trage Vuur.
- Bibsys: 90058429
- Bibliothèque nationale de France: cb13754274w (data)
- CiNii: DA09166206
- International Standard Name Identifier: 0000 0003 6853 1580
- Library of Congress Control Number: n82010477
- Bibliotheek van het Japanse parlement: 001231233
- Nationale Bibliotheek van Tsjechië: xx0214982
- Nationale bibliotheek van Australië: 36730777
- Nationale Bibliotheek van Israël: 987007460508505171
- Nederlandse Thesaurus van Auteursnamen: 140546847
- Système universitaire de documentation: 06016672X
- Virtual International Authority File: 59881000
- WorldCat: E39PBJjdcQCp3vftMJkBw3JqwC